# MCW Southern Light Heavyweight Championship
El MCW Southern Light Heavyweight Championship fue un título de la Memphis Championship Wrestling para luchadores ligeros. Siendo más bien efímero, durando de 2000 a 2001.

## Historia
| Luchador: | Reinados: | Fecha:                   | Lugar:              | Notas:                                                                           |
| --- | --------- | ------------------------ | ------------------- | -------------------------------------------------------------------------------- |
| MCW Hardcore Championship                                                                                      |           |                          |                     |                                                                                  |
| The Fabulous Rocker                                                                                            | 1         | 21 de junio de 2000      | Memphis, Tennessee  | Derrotó a Spanky en la final de un torneo para convertirse en el primer campeón. |
| Al Keeholic | 1         | 26 de julio de 2001      | Memphis, Tennessee  | Derrotó a The Fabulous Rocker y Spanky en una triple amenaza.                    |
| American Dragon                                                                                                | 1         | 12 de agosto de 2000     | Jackson, Misisipi   |                                                                                  |
| Spanky | 1         | 22 de septiembre de 2000 | Vicksburg, Misisipi |                                                                                  |
| El título quedó vacante luego de una lucha ante Derrick King el 30 de diciembre de 2000 en Memphis, Tennessee. |           |                          |                     |                                                                                  |
| Spanky | 2         | 6 de enero de 2001       | Bogota, Tennessee   | Derrotó a Derrick King en una revancha.                                          |
| Tyler Gates | 1         | 7 de abril de 2001       |                     |                                                                                  |
| Spanky | 3         | 11 de mayo de 2001       | Coldwater, Misisipi |                                                                                  |
| El título fue despojado el 1 de junio de 2001 en Marmaduke, Arkansas.                                          |           |                          |                     |                                                                                  |